# Ischnus inquisitorius
Ischnus inquisitorius är en stekelart som först beskrevs av Cornelius Herman Muller 1776.  Ischnus inquisitorius ingår i släktet Ischnus och familjen brokparasitsteklar. Arten är reproducerande i Sverige.

## Underarter
Arten delas in i följande underarter:
- I. i. atricollaris
- I. i. assimilis
- I. i. meridionator